# Brujería
Brujería – utwór hiszpańskiego zespołu muzycznego Son de Sol napisany przez Alfredo Panebianka oraz promujący debiutancką płytę studyjną grupy o tym samym tytule wydaną w 2005 roku.
W lutym 2005 roku utwór został ogłoszony jedną z dwunastu propozycji (wybranych spośród ok. 100 zgłoszeń) zakwalifikowanych do stawki finałowej krajowych eliminacji eurowizyjnych. 4 marca został zaprezentowany przez zespół w półfinale selekcji i awansował do organizowanego dzień później finału, w którym zdobył łącznie 24,2% głosów telewidzów, dzięki czemu zajął pierwsze miejsce i został tym samym propozycją reprezentującą Hiszpanię w 50. Konkursie Piosenki Eurowizji organizowanym w Kijowie. Po finale selekcji utwór został przearanżowany oraz doczekał się remiksu wykonanego w Mediolanie. Pod koniec kwietnia jedna z krajowych organizacji feministycznych wyraziła protest przeciwko piosence z powodu jej tekstu „pochwalającego dominujące i podporządkowujące zachowania wobec kobiet”.
21 maja utwór został zaprezentowany przez zespół w finale Konkursu Piosenki Eurowizji i zajął ostatecznie dwudzieste pierwsze miejsce z 28 punktami na koncie, w tym m.in. z maksymalną notą 12 punktów z Andory.

## Lista utworów
CD single
1. „Brujería” – 2:54

CD maxi-single
1. „Brujeria” (Remix) – 2:50
2. „Brujeria” (English Remix) – 2:50
3. „Brujeria” (Disco Remix) – 5:42
4. „Brujeria” (English Disco Remix) – 5:40